# مونيكا غريم
مونيكا غريم (بالألمانية: Monika Grimm)‏ هي ممثلة ألمانية، ولدت في 18 مايو 1940 في ألمانيا.

## وصلات خارجية
- مونيكا غريم على موقع IMDb (الإنجليزية)
- مونيكا غريم على موقع ميوزك برينز (الإنجليزية)
- مونيكا غريم على موقع ديسكوغز (الإنجليزية)
- مونيكا غريم على موقع قاعدة بيانات الفيلم (الإنجليزية)